# Pekka Mellavuo
Petter „Pekka” Mellavuo, pierwotnie Menchakoff (ur. 27 listopada 1913 w Suojarwi, zm. 27 stycznia 1992 wHelsinkach) – fiński zapaśnik walczący w stylu wolnym. Olimpijczyk z Londynu 1948, gdzie zajął dwunaste miejsce w kategorii do 87 kg.
Mistrz Finlandii w 1939, 1940, 1943 i 1947; drugi w 1945, 1948 i 1949 w stylu wolnym. Pierwszy w 1945, 1946 i 1947; drugi w 1938, 1939, 1941, 1944 i 1948 w stylu klasycznym.

## Letnie Igrzyska Olimpijskie 1948
| Konkurencja      | Rundy eliminacyjne       | Rundy eliminacyjne      | Klas. końcowa |
| Konkurencja      | Przeciwnik I             | Przeciwnik II           | Miejsce       |
| ---------------- | ------------------------ | ----------------------- | ------------- |
| 87 kg styl wolny | Henry Wittenberg (USA) P | Muharrem Candaş (TUR) P | 12.           |